# NGC 6774
NGC 6774 је расејано звездано јато у сазвежђу Стрелац које се налази на NGC листи објеката дубоког неба.
Деклинација објекта је - 16° 19' 30" а ректасцензија 19h 16m 18,0s. Привидна величина (магнитуда) објекта NGC 6774 износи 12,7. NGC 6774 је још познат и под ознакама OCL 65, Ruprecht 147.